# بيتر بانكس (حكم كرة قدم)
بيتر بانكس (بالإنجليزية: Peter Bankes)‏ هو حكم كرة قدم إنجليزي عضو في مجموعة الحكام المختارة. يدير العديد من المباريات في دوري البطولة الإنجليزية.